# NGC 4992
NGC 4992 est une galaxie spirale située dans la constellation de la Vierge. Sa vitesse par rapport au fond diffus cosmologique est de 7 845 ± 22 km/s, ce qui correspond à une distance de Hubble de 115,7 ± 8,11 Mpc (∼377 millions d'al). NGC 4992 a été découverte par l'astronome britannique John Herschel en 1831.
La classe de luminosité de NGC 4992 est I. NGC 4992 est une galaxie active de type Seyfert 2. C'est aussi une galaxie lumineuse dans le domaine des rayons X et normal en lumière visible (XBONG pour X-ray bright/optically normal galaxy).